# أراضي السلم

أراضي السلم  هي إحدى القرى اللبنانية من قرى قضاء راشيا في محافظة البقاع.